# Endeveggen
Die Endeveggen (norwegisch für Endwand) ist eine 2 km lange, größtenteils eis- und schneebedeckte Geländestufe auf der antarktischen Peter-I.-Insel. Sie erstreckt sich zwischen dem Vestryggen und dem Zavodovskijbreen im Südwesten der Insel.
Wissenschaftler des Norwegischen Polarinstituts benannten sie 1987.